# Reinhardsbrunn

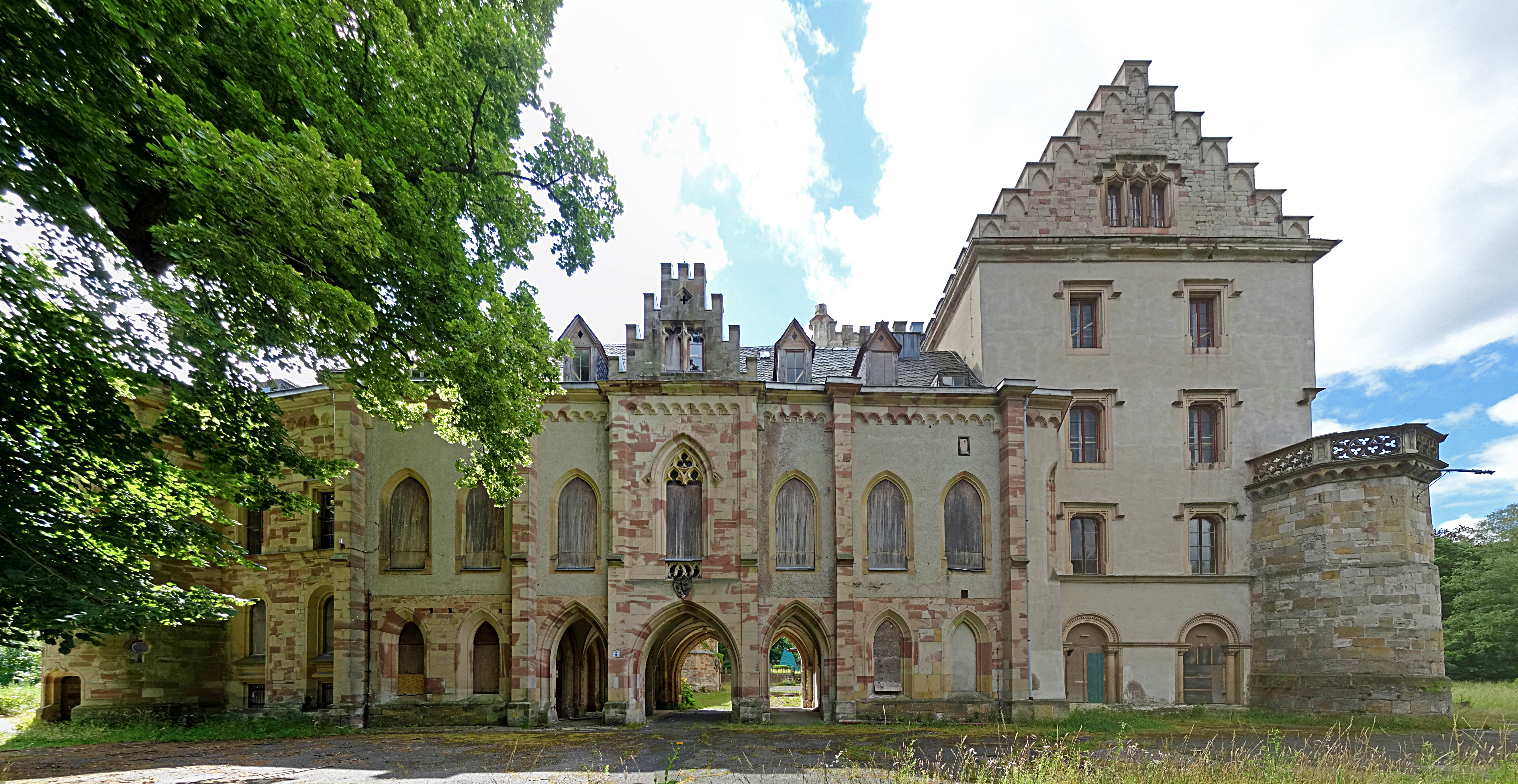
Ansicht von Norden 2020

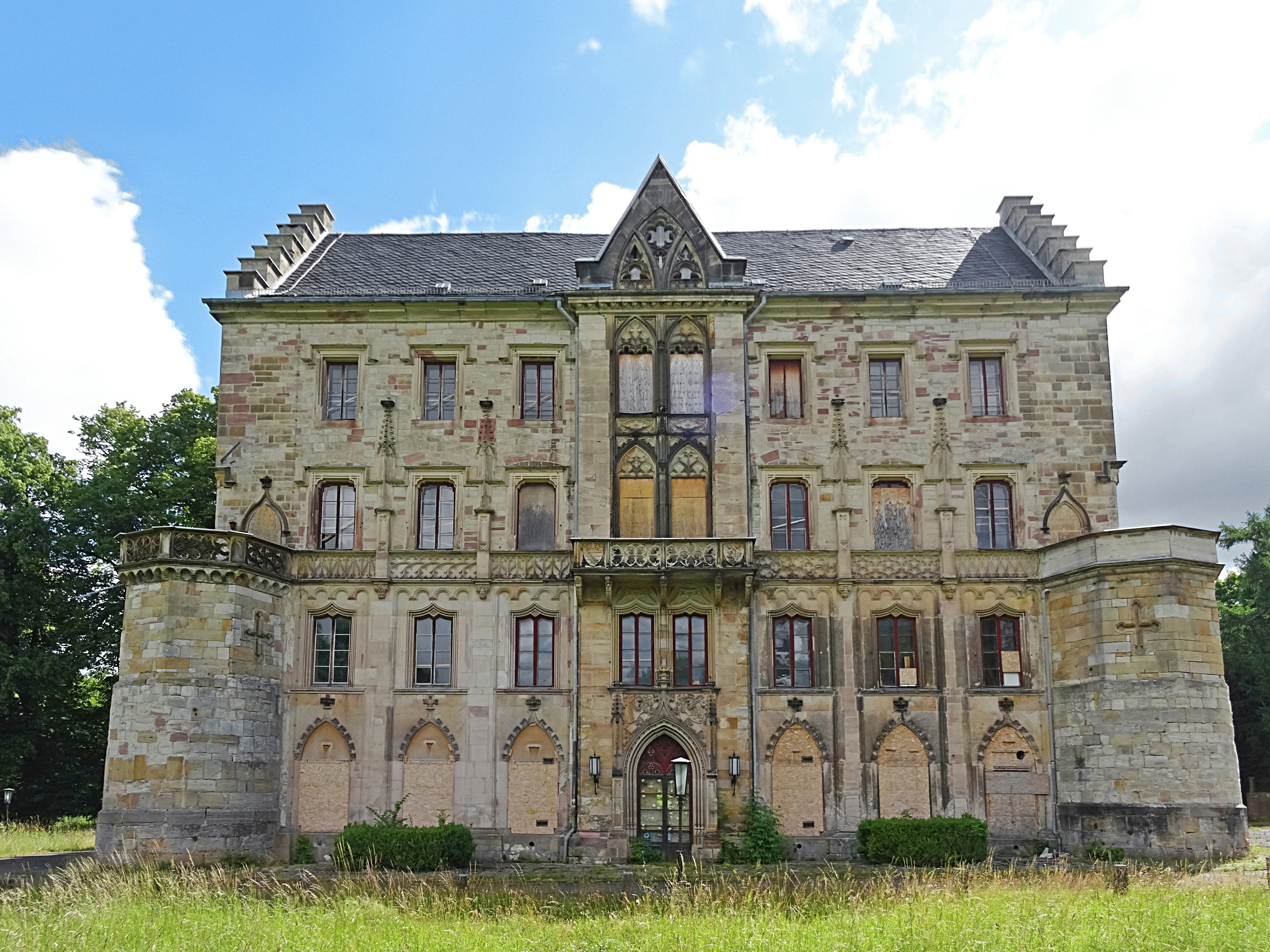
Westansicht des Hauptgebäudes 2020

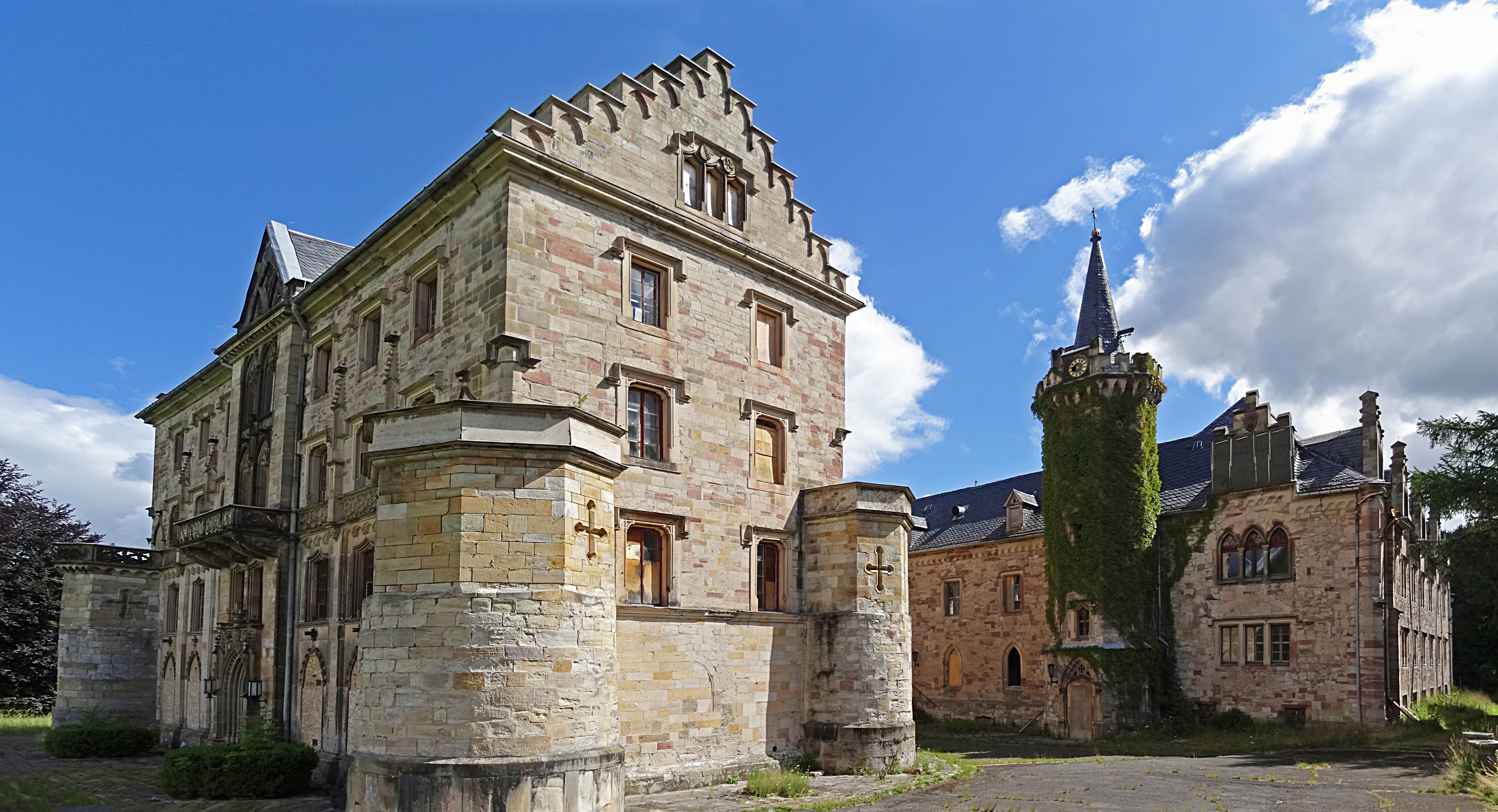
Ansicht von Süden 2020

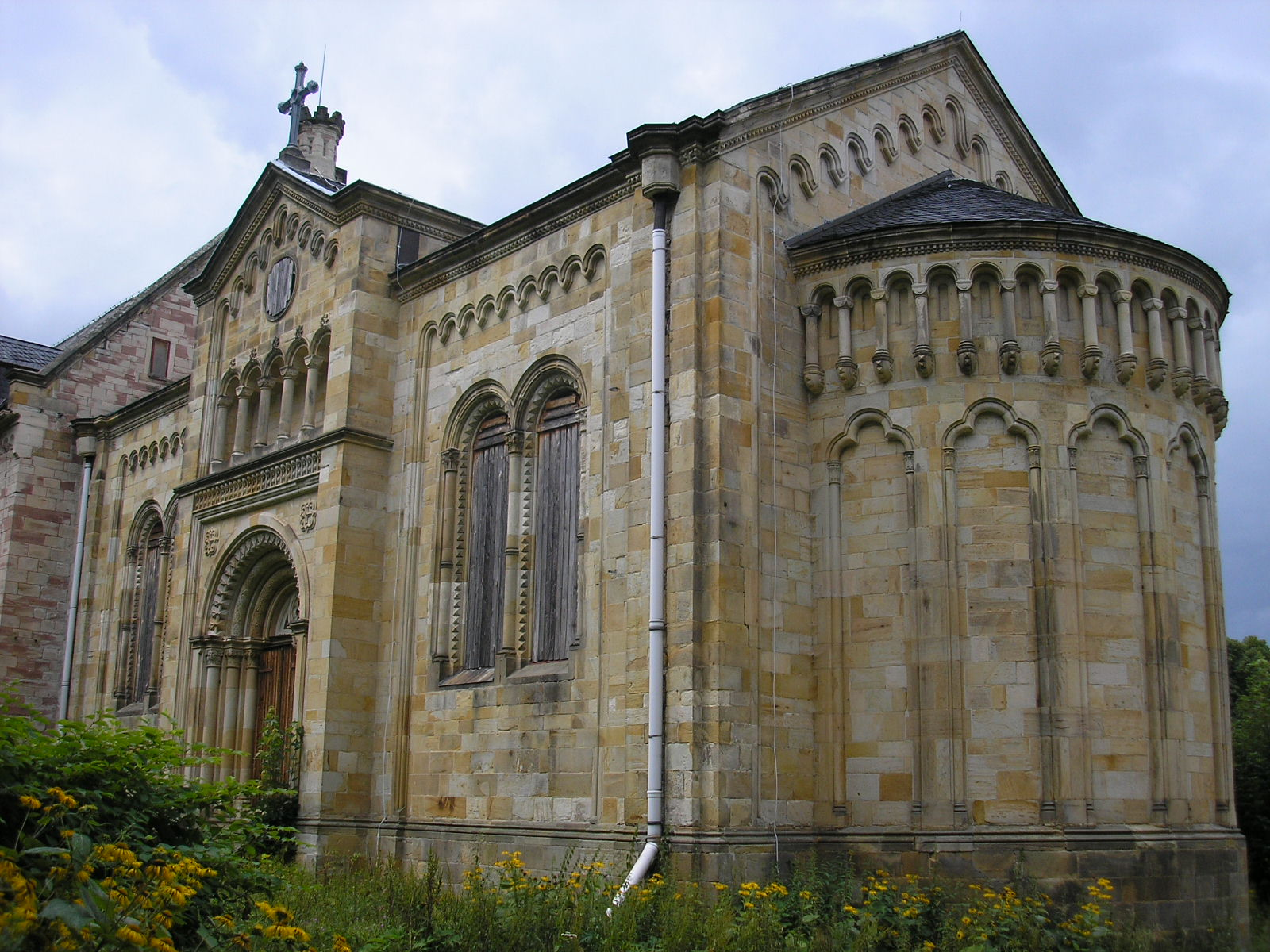
Schlosskapelle

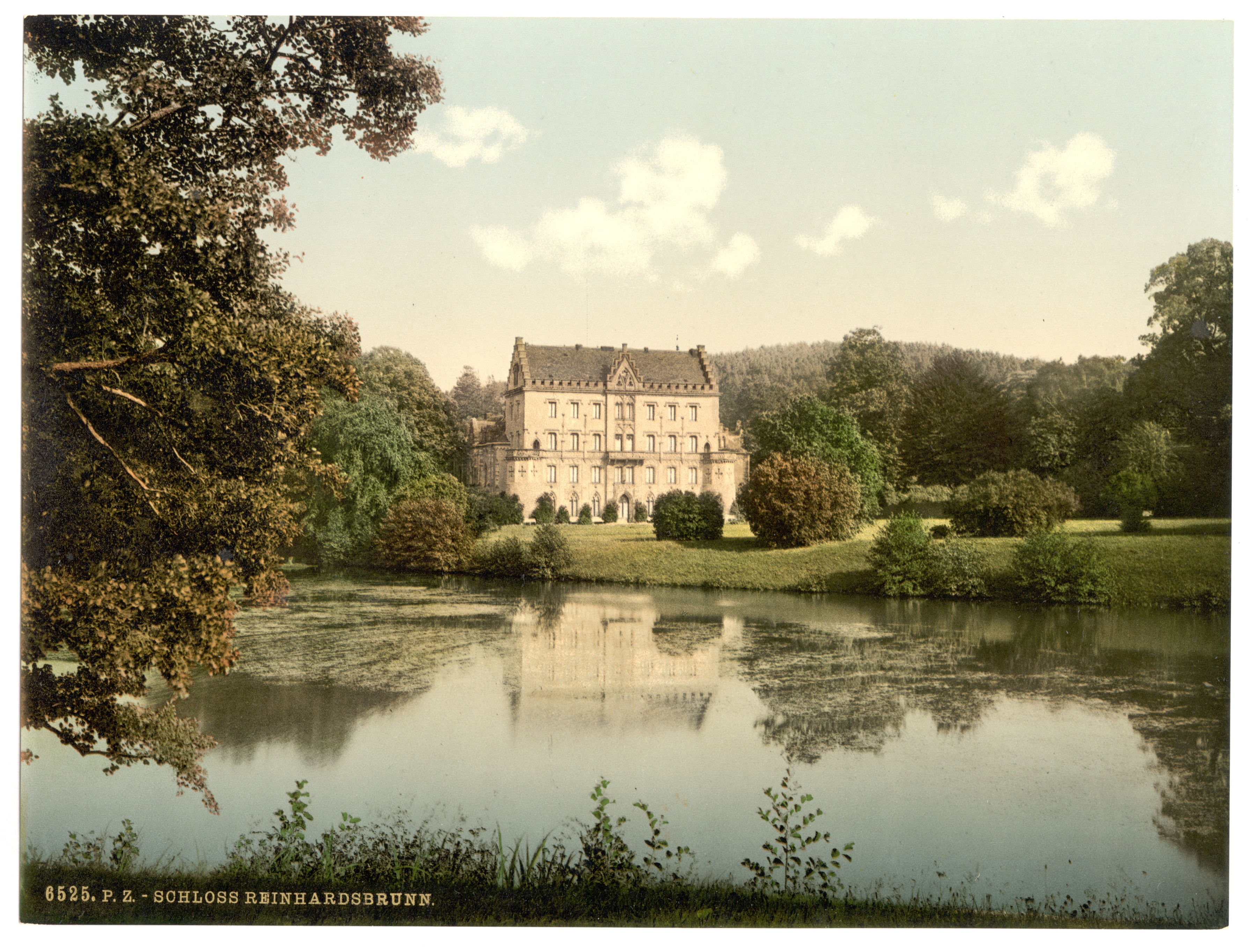
Schloss Reinhardsbrunn, 1890er-Jahre

Reinhardsbrunn ist ein Stadtteil der thüringischen Kleinstadt Friedrichroda im Landkreis Gotha. In Reinhardsbrunn befand sich das Hauskloster der Landgrafen von Thüringen. Auf dessen Ruine wurde 1827 das Schloss Reinhardsbrunn errichtet.

## Geschichte

### Kloster
Die Gründung des Benediktinerklosters erfolgte 1085 durch den Thüringer Grafen Ludwig der Springer in der Nähe seiner Stammburg, der Schauenburg bei Friedrichroda. Ein Konvent aus Hirsau bezog Reinhardsbrunn, das mit Hirsau und Cluny verbrüdert war und seit 1092 unter päpstlichem Schutz stand.
Bedeutung erlangte das Kloster als Zentrum der Hirsauer Reformen innerhalb Thüringens, aber auch als Hauskloster und Grablege der zu Landgrafen von Thüringen aufgestiegenen Ludowinger. Zwischen 1156 und 1168 stellte der Reinhardsbrunner Benediktinermönch, Abt des Klosters und Bibliothekar Sindold eine 100 Texte umfassende Briefsammlung (Reinhardsbrunner Briefsammlung) zusammen. Zu dieser gehören Briefe des 12. Jahrhunderts aus dem Klosterbetrieb und aus Briefwechseln mit der Familie der Landgrafen, aber auch Muster, Stilübungen und theoretisches Material über die Kunst des Briefeschreibens. Die Reinhardsbrunner Chronik, die um 1340 bis 1349 zusammengetragen wurde, liefert Nachrichten aus der Zeit vom 6. Jahrhundert bis 1338. Sie beinhaltet die Geschichte des Klosters selbst, von seiner Gründung an, der Familie der Ludowinger, der Landgrafschaft Thüringen und ihren Übergang an die Wettiner, aber auch des Deutschen Reichs. Als Vorlage dienten zum Teil auch Quellen, die mittlerweile als verloren gelten.
Im frühen 13. Jahrhundert setzte allmählich der Niedergang des Klosters Reinhardsbrunn ein, verstärkt durch das Aussterben der Ludowinger 1247 und durch einen Brand im Kloster 1292. Doch auch unter den Wettinern, die den Ludowingern als Landgrafen folgten, diente Reinhardsbrunn noch mehrmals als Grablege.
1525, während des Bauernkriegs, wurde das Kloster geplündert und zerstört. Die Mönche flohen nach Gotha, der Klosterbesitz wurde dem Kurfürsten von Sachsen verkauft. Aus dem Klosterbesitz wurde das Amt Reinhardsbrunn gebildet. Zella St. Blasii, welches bisher zum Kloster gehörte, kam dabei an das Amt Schwarzwald. Fünf Jahre später, im Januar 1530, wurden neun Täufer auf Reinhardsbrunn festgehalten und vom Gothaer Superintendenten Friedrich Myconius vernommen. Sechs von ihnen waren nicht bereit, ihren reformatorisch-täuferischen Standpunkt zu widerrufen, und wurden anschließend hingerichtet. Sie waren die ersten Täufer, die allein wegen ihres Glaubens unter einer lutherischen Regierung umgebracht wurden. Philipp Melanchthon verteidigte diese Hinrichtungen später in einem Brief an Myconius. An die Getöteten erinnert seit 2013 eine Gedenkstele.
Die Klostergebäude verfielen während der folgenden Jahrzehnte. 1952 wurden die zwischenzeitlich bereits andernorts aufgestellten Grabsteine der Landgrafen in die Georgenkirche in Eisenach verbracht.

### Schloss

#### Bau- und Nutzungsgeschichte

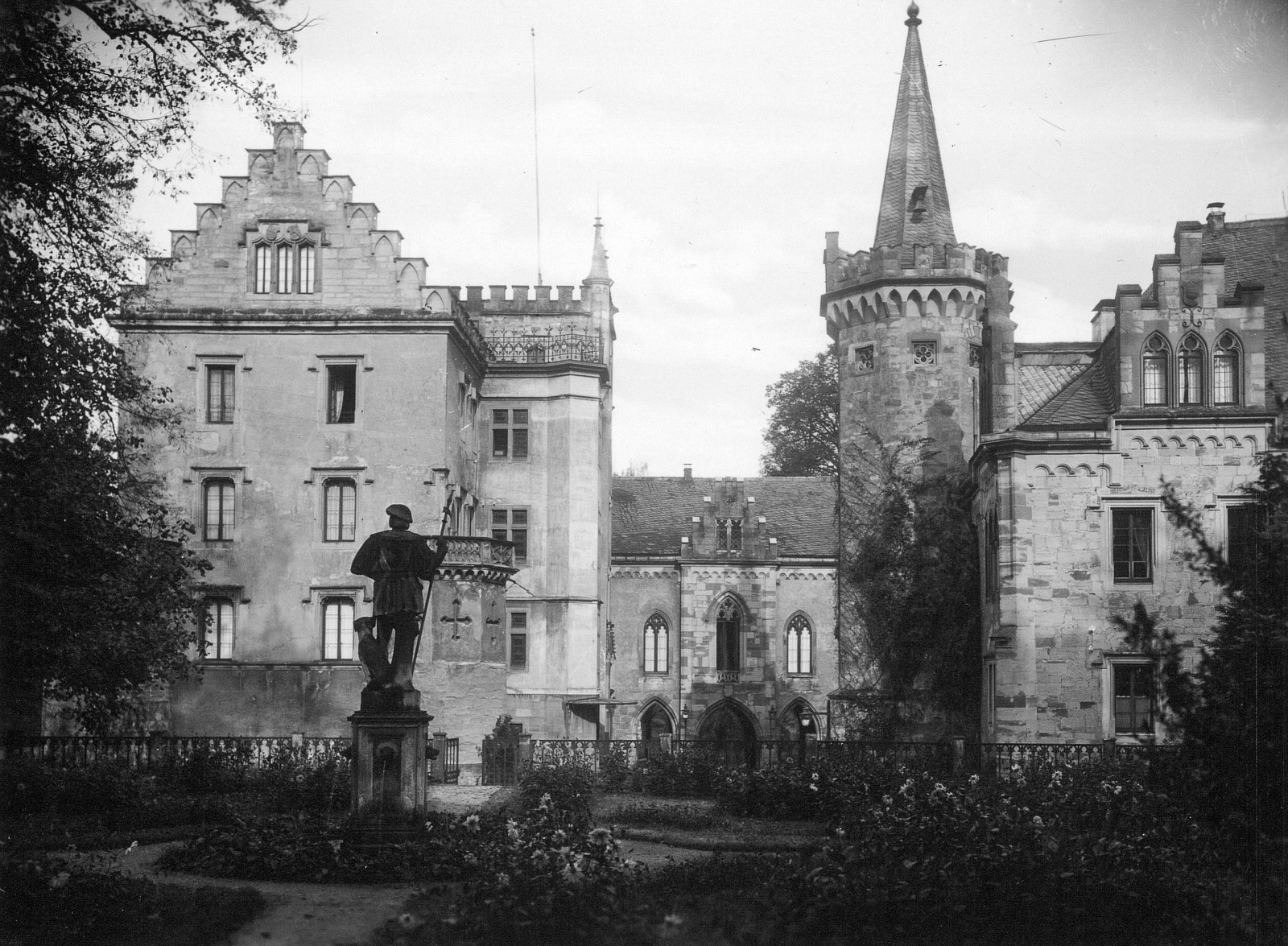
Ansicht um 1925

Nach dem Verfall des Klosters baute Herzog Friedrich Wilhelm I. von Weimar im Jahre 1601 ein Amtshaus für das Amt Reinhardsbrunn. Sein Bruder Johann plante den Wiederaufbau von Reinhardsbrunn; bis es zur Bauausführung kam, war er bereits verstorben. Unter seiner Witwe Dorothea Maria entstand zwischen 1607 und 1616 der Grundriss mit den Hauptgebäuden. In den Folgejahren entstanden Verbindungsbauten, in welche vermutlich Reste der Klosterbauten eingebunden wurden. Teile der Bauten entstanden unter Herzog Friedrich II. von Gotha-Altenburg um 1706.
Den westlichen Bau bildete das Hauptgebäude, „das hohe Haus“ oder „Schloss“ genannt, auf dessen Grundmauern, unter Benutzung der Ecktürme, unter Herzog Ernst I. von Coburg und Gotha 1826/1827 ein Lustschloss im Stil Neugotik entstand. Baurat Gustav Eberhard (1805–1880) aus Gotha und Carl Alexander Heideloff aus Nürnberg waren die Verantwortlichen für die Bauausführung. Nordöstlich stößt das Saalgebäude als kurzer Flügel an das Hauptgebäude, südlich, und damit fast parallel zum Hauptgebäude, verläuft die „Hirschgalerie“. Diese entstand aus dem ehemaligen Amtsgebäude. Von diesem aus verläuft nach Osten zu „das neue Gebäude“, auch der „Lange Bau“ genannt, welches Bauteile des 15. Jahrhunderts enthält und später als Kirchgalerie diente.
Die Kirche schließt östlich mit drei Seiten das Achteck und ersetzt die im Jahre 1855 abgerissene Kirche. Sie liegt etwas südlich der ehemaligen Klosterkirche und innerhalb des Raumes der ehemaligen Kreuzgangflügel. Diese ehemalige Kirche war ein großer, sehr aufwändig gestalteter Bau, dessen Größe ein Altargemälde zeigte, welches, Jacobs Traum darstellend, als Familiengedenktafel ausgeführt war. Im Jahre 1850 gelangte das von Christian Richter, Vater des Hofmalers Christian Friedrich Richter (1587–1667), gemalte Bild in die Augustinerkirche zu Gotha.
Die Grabtafeln wurden in den Kirchenneubau 1874 übernommen, nachdem sie zuvor bereits einige Male umgezogen waren. Die Grabsteine Friedrich des Gebissenen und seiner Gemahlin Elisabeth waren bereits 1552 aus der Grabstätte im Katharinenkloster Eisenach entfernt und in die Burgkapelle der neu erbauten Burg Grimmenstein verbracht worden, ebenso die Grabplatten aus dem damals bereits aufgehobenen Kloster Reinhardsbrunn. Als die Burg 1567 zerstört wurde, gelangten die Steine in das ehemalige Giesshaus vor dem Grimmenstein. 1613 ließ Dorothea Maria sie ausbessern und im Jahr darauf an der südlichen Außenfront unter einem Schutzdach aufstellen. Im Jahre 1874 wurden sie im Inneren des Vorbaues der Kirche bzw. im Verbindungsraum von der Kirchgalerie aufgestellt, jedoch teilweise mit falschen Daten versehen. Heute befinden sich die Platten in der Georgenkirche zu Eisenach.
Um das Schloss herum entstand etwa 1850 ein Landschaftspark. Hier begegneten einander mehrmals die britische Königin Victoria und Albert von Sachsen-Coburg und Gotha.

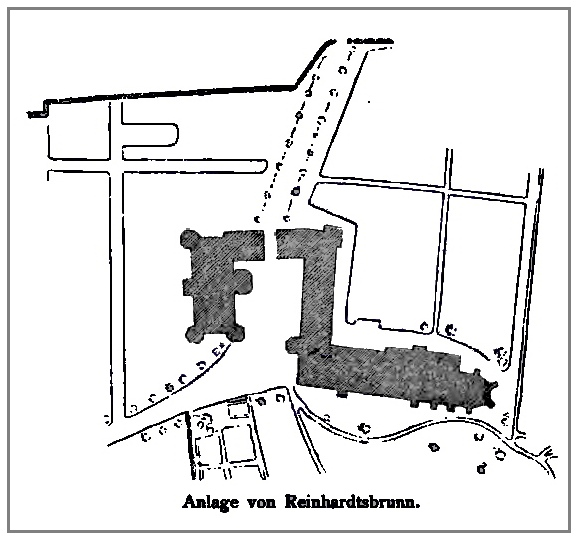
Lageplan (um 1880) – jedoch ohne Marstall und Kavalierhaus, die sich westlich der Hauptgebäude befinden.

Im Jahre 1891 wurde die Anlage in das Inventar der Kunstdenkmäler des Herzogtums Sachsen-Coburg und Gotha aufgenommen. 1945 erfolgte die entschädigungslose Enteignung des Hauses Sachsen-Coburg und Gotha durch die sowjetische Besatzungsmacht. So ging dem Herzogshaus auch Schloss Reinhardsbrunn samt Ausstattung und Park verloren. Danach übernahm das Land Thüringen die Immobilien und nutzte sie vorübergehend zur Schulung von Feuerwehr und Polizei. 1953 wurde das Schloss ein Hotel des „VEB Reisebüro“ der DDR, vor allem als Devisenbringer für Gäste aus Westdeutschland und dem westlichen Ausland. Bis 1990 war daher auch ein Intershop auf dem Schlossgelände ansässig. Das Schloss entwickelte sich zum Kultur- und Bildungszentrum, wo Konzerte und Kongresse stattfanden. Ab 1980 stand es als „Denkmal von nationaler Bedeutung“ in der DDR-Denkmalliste. Im herzoglichen Außenpark errichtete und unterhielt zu DDR-Zeiten der VEB Kali Werra das Pionierferienlager „Georgi Dimitroff“.

#### Verfall und Enteignung 2018/2021
Nach der Wende ereignete sich ein jahrzehntelanges Ringen um den Erhalt der Schlossanlage, die 1992 auch in das Denkmalbuch des neu gegründeten Freistaates Thüringen aufgenommen worden war.
Anfang der 1990er Jahre verkaufte die Treuhandanstalt das Hotel an zwei westliche Hotelgruppen. Das Vorhaben zur Entwicklung eines Fünfsterne-Hotels wurde aber aufgegeben. 2001 kam wegen der investiven gütlichen Einigung zwischen Andreas Prinz von Sachsen-Coburg und Gotha und dem Land Thüringen eine Rückübertragung an das Haus Sachsen-Coburg-Gotha bzw. seine Stiftungen, die mehrere Schlossmuseen unterhalten, nicht zustande. 2006 wurde das Schloss an die in Weimar ansässige Firma BOB Consult GmbH verkauft. 2008 kauften russische Investoren vom Unternehmen Rusintech die BOB Consult GmbH zusammen mit dem Schloss für 12 Millionen Euro. Die Umstände der Transaktion ließen bei der Thüringer Staatsanwaltschaft den Verdacht auf Geldwäsche aufkommen. 2009 leitete die Staatsanwaltschaft Ermittlungen ein. Rusintech wurde wenige Monate vor der Transaktion mit einem Anfangskapital von 10.000 Rubel gegründet und ihr Umsatz belief sich im Jahr 2008 auf Null. Laut Ermittlungen kamen die 12 Millionen Euro aus einem Offshore-Konto des russischen Duma-Abgeordneten Anatoli Iwanowitsch Ostrjagin von der regierenden Partei Einiges Russland. Ostrjagins in London lebender Sohn Konstantin ist der Geschäftsführer der Firma, die das Schloss kaufte. Der russische Besitzer nahm auf das Schloss Hypotheken auf. Auf der Immobilie lasten seitdem Schulden von fast zehn Millionen Euro. Der Schlosseigentümer ließ die vom Thüringer Landratsamt gestellten Fristen verstreichen und unternahm nichts zur Renovierung oder Sicherung der Immobilie. Thüringen sicherte das Gebäude und reparierte das Dach auf eigene Kosten. Seit 2011 gibt es einen „Förderverein Schloss und Park Reinhardsbrunn“.
Wegen des kritischen Zustands des Schlosses erklärte Thüringens Ministerpräsidentin Christine Lieberknecht (CDU) die Angelegenheit 2013 zur „Chefsache“: „Schloss und Park Reinhardsbrunn müssen schnellstens vor dem Verfall gerettet werden“. In der Folge wurde seit 2016 die Enteignung der Anlage angestrengt, um das Denkmal erhalten zu können. Am 10. Juli 2018 wurde das Schloss durch das Landesverwaltungsamt Thüringen förmlich enteignet und an den Freistaat Thüringen übertragen. Nach der erst im Februar 2021 endgültigen Rechtskräftigkeit der Enteignung ist nun vorgesehen, die Liegenschaft in die Stiftung Thüringer Schlösser und Gärten zu geben. Thüringens Ministerpräsident Bodo Ramelow (Die Linke) erklärte zum Abschluss des Enteignungsverfahrens: „Unser Anliegen war stets, dieses wichtige Kulturgut, die Schloss- und Parkanlage Reinhardsbrunn, so zu sichern und zu entwickeln, wie es die bisherige Eigentümerin leider nicht getan hat.“ Das Enteignungsverfahren stellt den bisher einzigen Fall in Deutschland dar, bei dem eine Denkmalenteignung erfolgreich durchgeführt wurde, nachdem Eigentümer ein Baudenkmal zuvor mutwillig dem Verfall und der Zerstörung preisgaben.

### Grabplatten

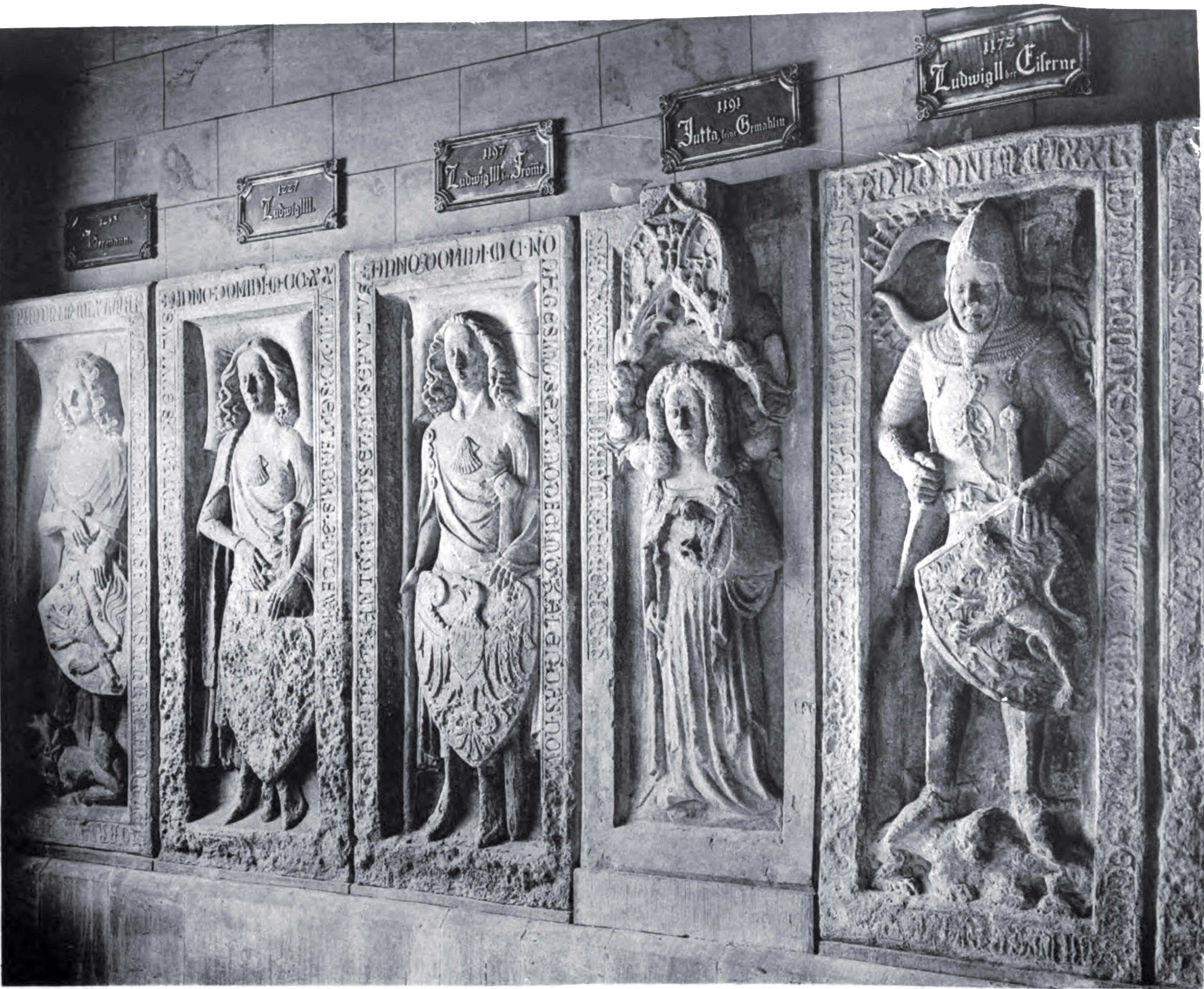
Grabplatten der Thüringer Landgrafen, ehemals an der Westwand der Schlosskapelle Reinhardsbrunn, Fotografie von 1891

Die Grabplatten der Thüringer Landgrafen, die seit 1952 in der Georgenkirche zu Eisenach stehen, stellen Reproduktionen der ursprünglichen dar, die vermutlich bei einem Brand 1292 zerstört wurden. Drei der Steine entstanden durch denselben Bildhauer um 1320, der Rest scheint um die Mitte des 14. Jahrhunderts gearbeitet worden zu sein. Nach der Restauration der Steine unter Herzogin Dorothea Maria erfolgte eine weitere durch den Bildhauer Wolfgang aus Gotha im Jahre 1864. Die acht Steine waren an der Westwand der Schlosskapelle Reinhardsbrunn aufgestellt, an der Nordwand befand sich auf einem Sockel mit der Jahreszahl 1301 eine Gedenkplatte für einen nicht mehr bekannten Verstorbenen, da die Inschrift nur noch bruchstückhaft erkennbar war. An der Ostwand standen die Grabplatten von Friedrich I., der Gebissene oder Freidige († 1323), davor in einem Kasten seine Gebeine, daneben die Platte seiner Gemahlin Elisabeth von Arnshaugk († 1359). Grabplatten an der Südwand waren vermutlich die des Abtes Hermann († 1168) und eines Diether von Isenburg († um 1406?). In der Kirche selbst war eine Gruft.
Folgende Grabplatten finden sich im Chor der Georgenkirche:
- Figurengrabplatte für Ludwig den Springer (Ludowinger) († 1123), Stifter von Kloster Reinhardsbrunn
- Figurengrabplatte für Adelheid († 1110), Gemahlin von Ludwig dem Springer
- Figurengrabplatte für Landgraf Ludwig I. († 1140), Sohn des Gründers
- Figurengrabplatte für Landgraf Ludwig II., den Eisernen († 1172), Sohn Ludwigs I.
- Figurengrabplatte für Landgräfin Jutta († 1191), Gemahlin von Ludwig II., Schwester von Kaiser Friedrich Barbarossa
- Figurengrabplatte für Landgraf Ludwig III., den Frommen († 1190), Sohn Ludwigs II.
- Figurengrabplatte für Landgraf Ludwig IV., den Heiligen († 1227), Neffe Ludwigs III. und Gemahl der Heiligen Elisabeth von Thüringen
- Figurengrabplatte für Landgraf Hermann II. († 1241), Sohn Ludwigs IV.

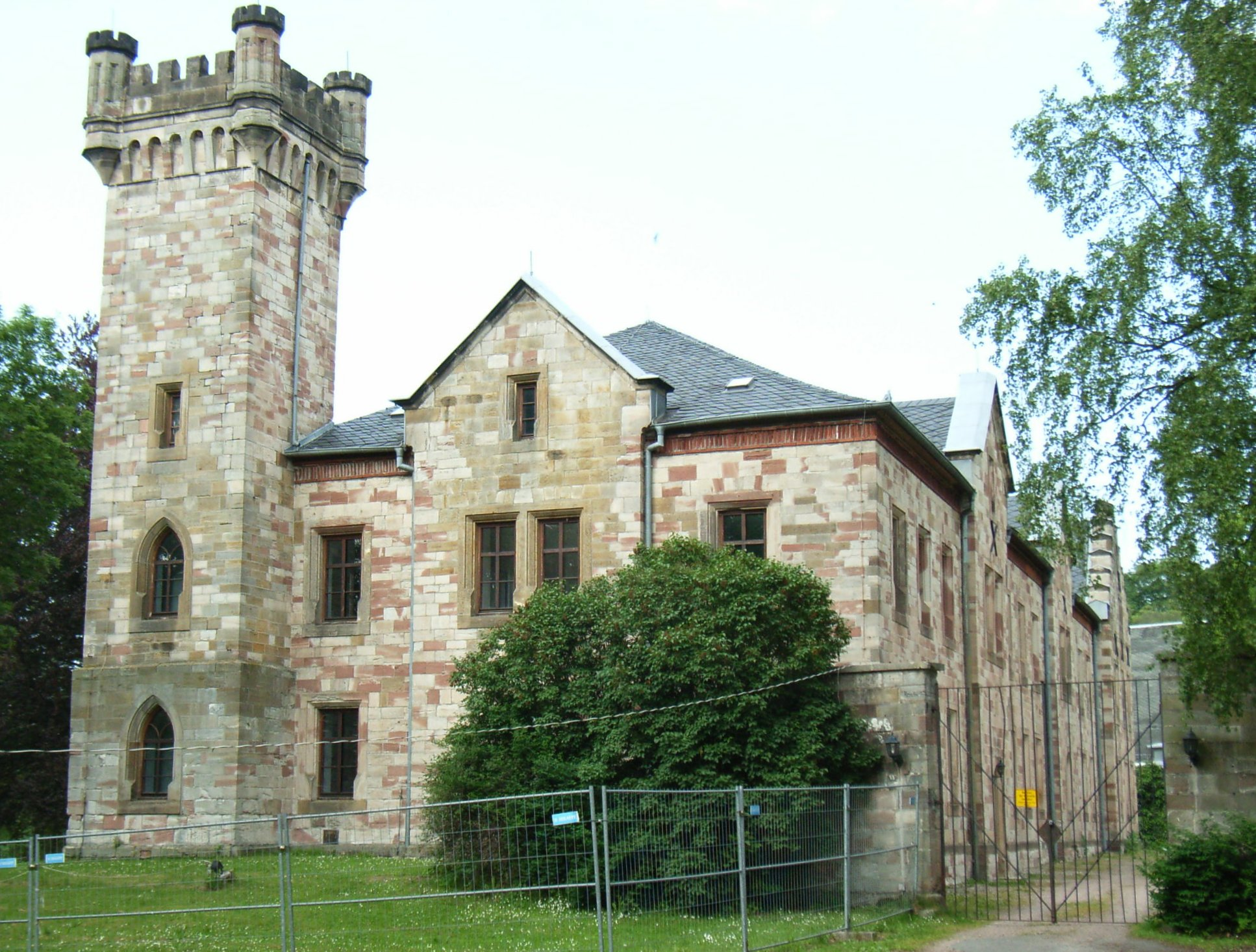
Kavalierhaus
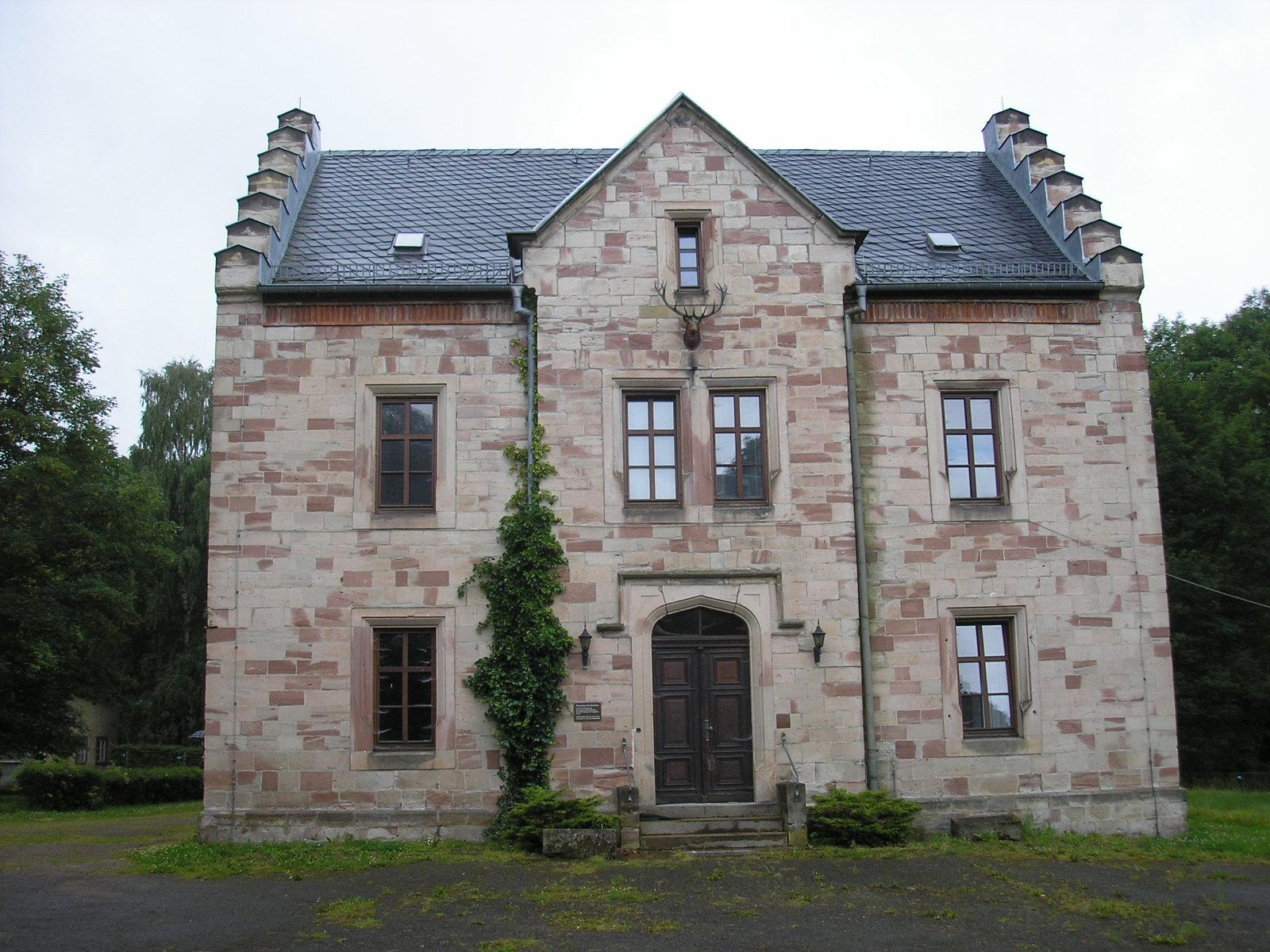
Rückansicht des Kavalierhauses
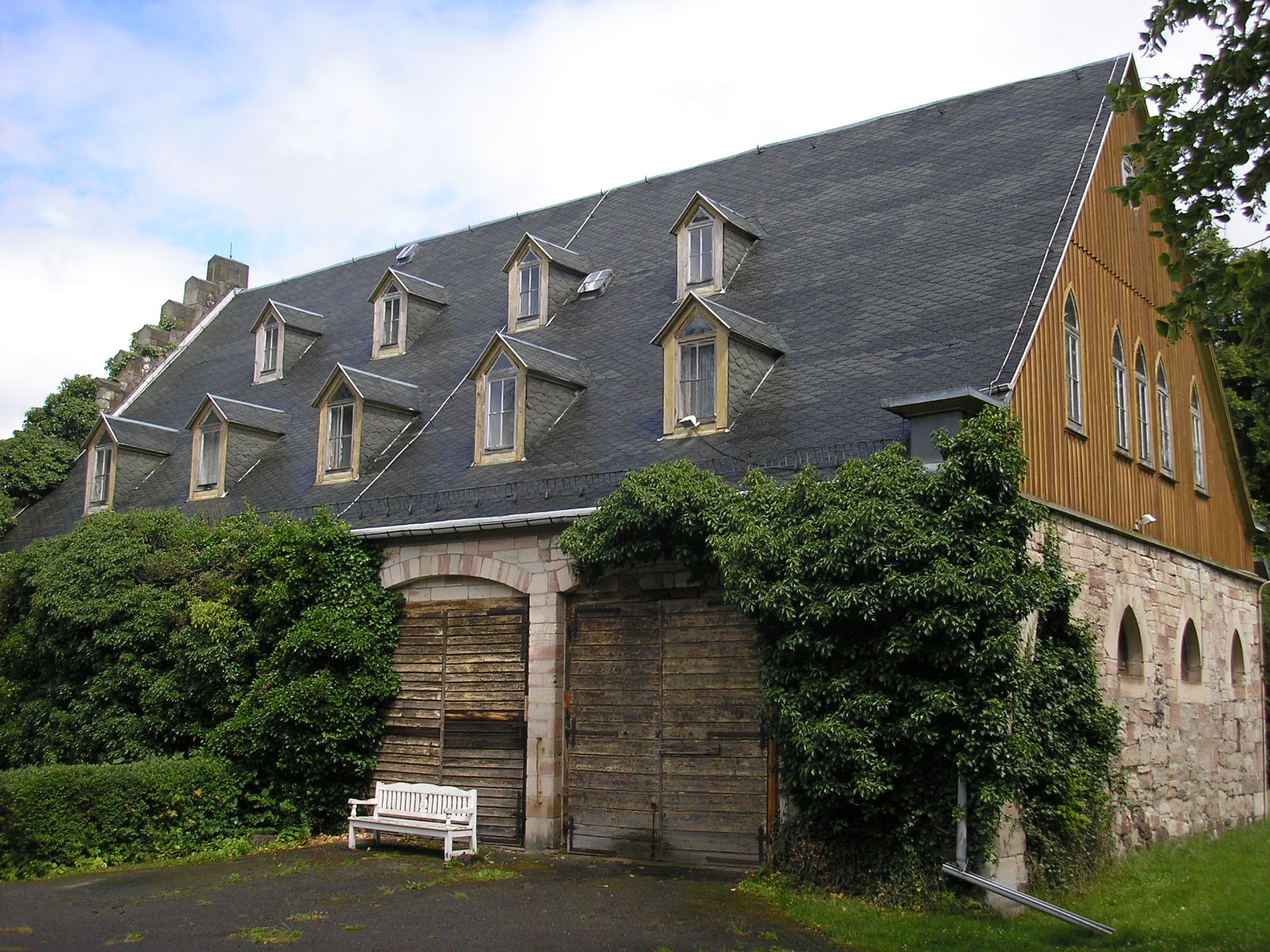
Marstall
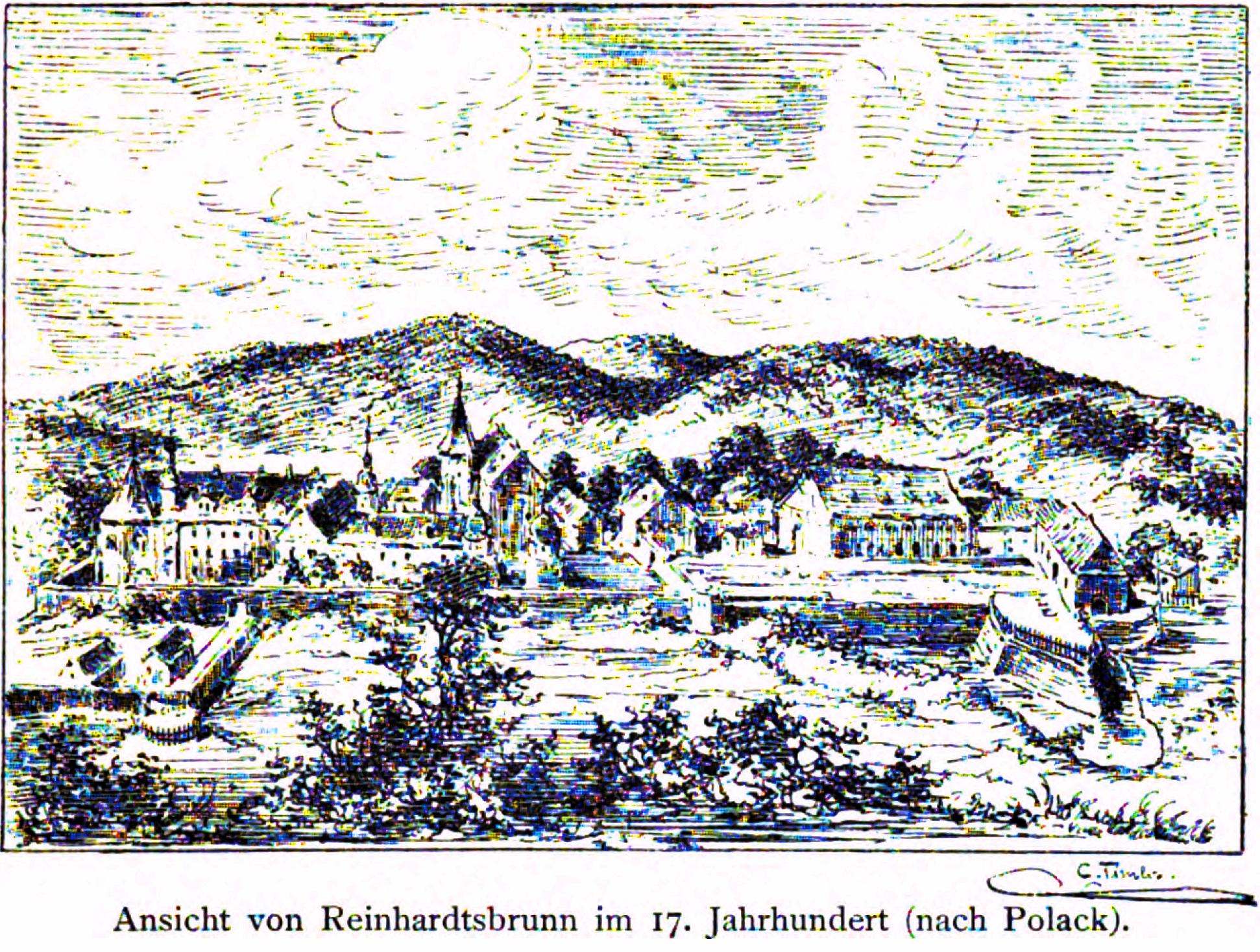
Ansicht von Reinhardsbrunn im 17. Jahrhundert (nach Pollack)
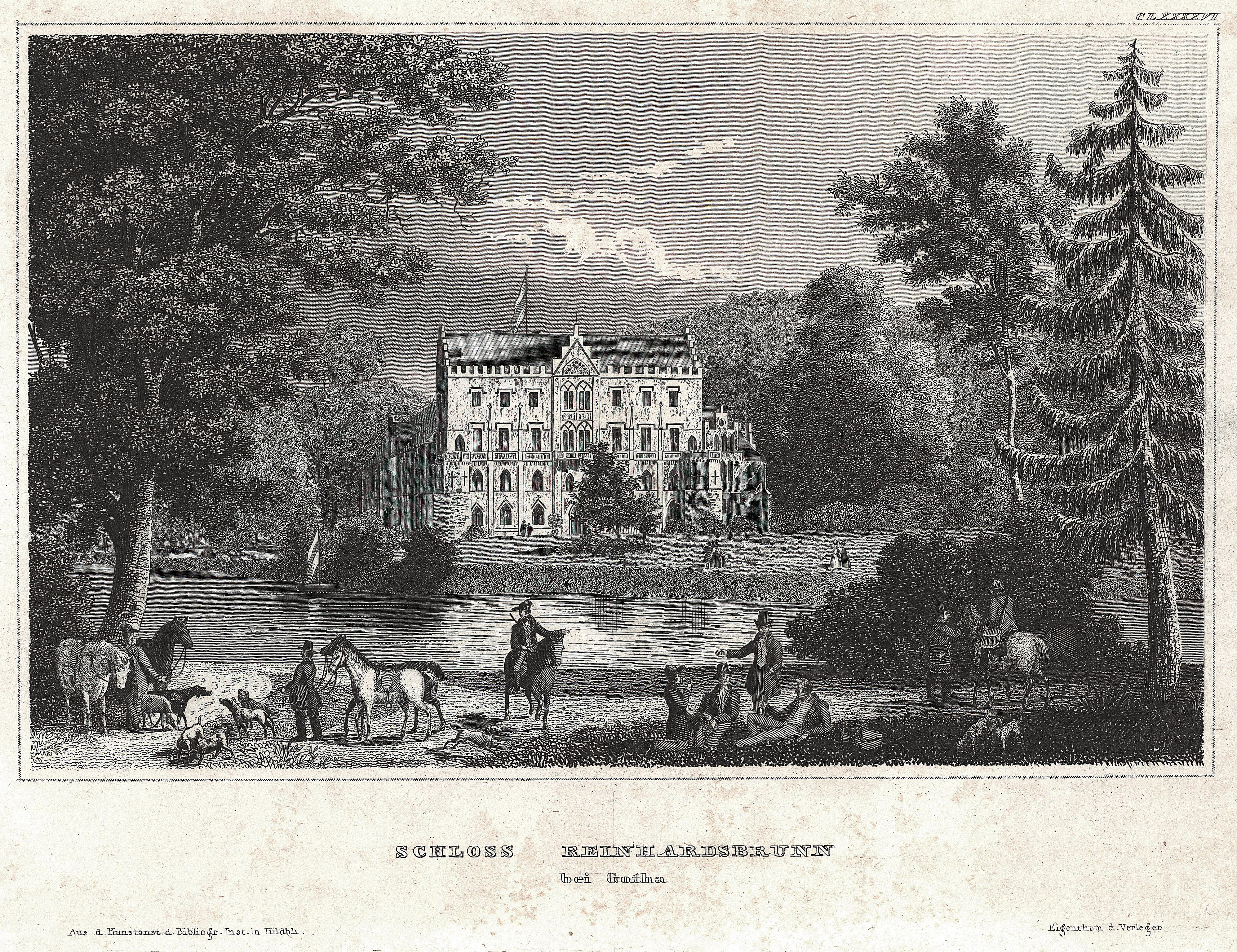
Ansicht von Schloss Reinhardsbrunn 1838
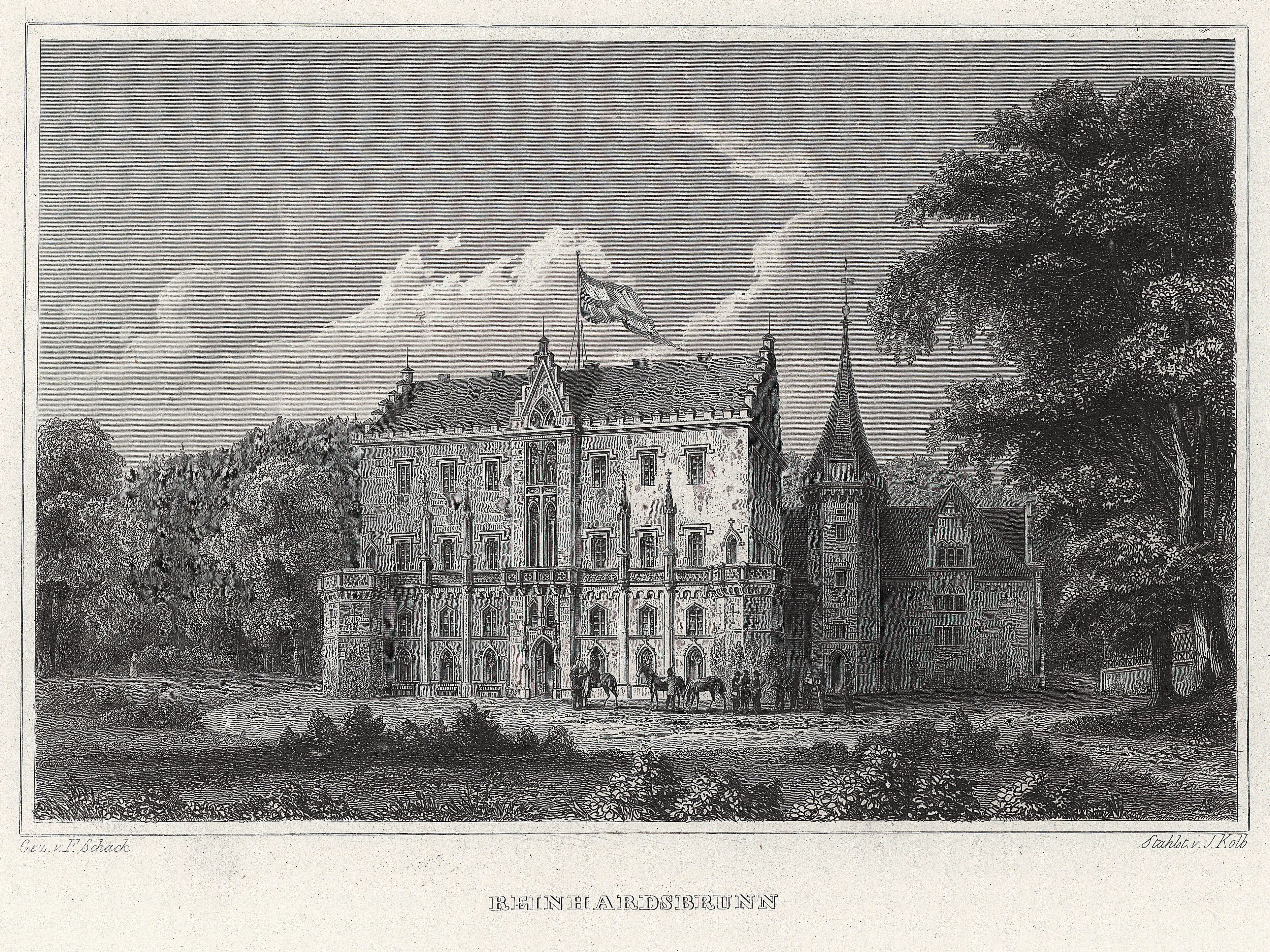
Ansicht, ca. Mitte des 19. Jh.
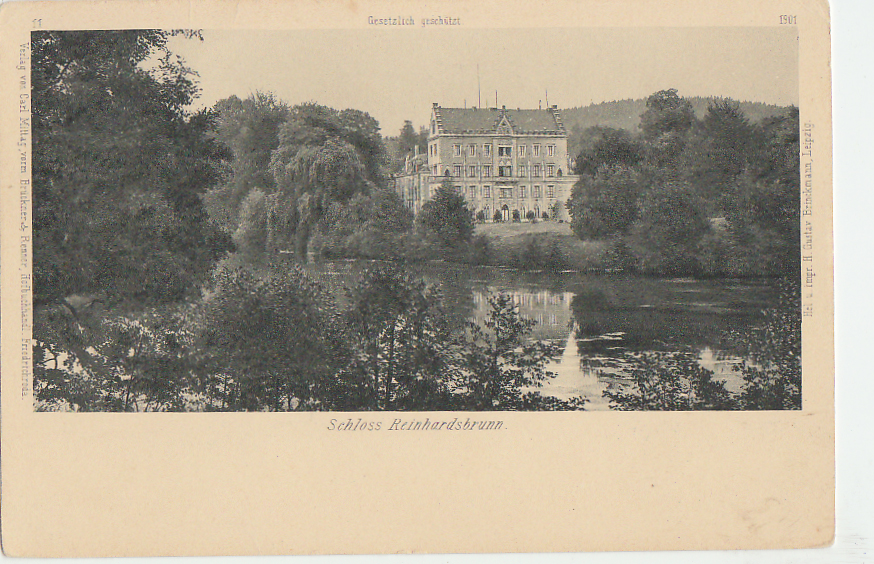
Schloss Reinhardsbrunn im Jahr 1901

### Münzstätte
Sachsen-Weimar hatte in Reinhardsbrunn eine Kippermünzstätte, in der in der Kipper- und Wipperzeit Kippermünzen geprägt wurden. Als in Thüringen und Sachsen noch das minderwertige Geld geprägt wurde, ließ Sachsen-Weimar bereits 1622 in Reinhardsbrunn, danach in Weimar, wieder Reichstaler, die sogenannten Pallastaler prägen.

## Johanniskapelle im Schlosspark
Im Areal der mittelalterlichen Klosteranlage fand die Evangelische Kirche Thüringens einen Ort für das Stift Reinhardsbrunn, es entstanden Schulungs- und Tagungsräume, eine Begegnungsstätte und die 2001 erbaute Johanniskapelle. Am 24. Juni 2001, dem Johannistag, wurde sie eingeweiht. Diese auch als „Radfahrerkapelle“ bekannt gewordene Kirche steht im Schlosspark und wurde gelegentlich, z. B. an kirchlichen Feiertagen, sakral genutzt.

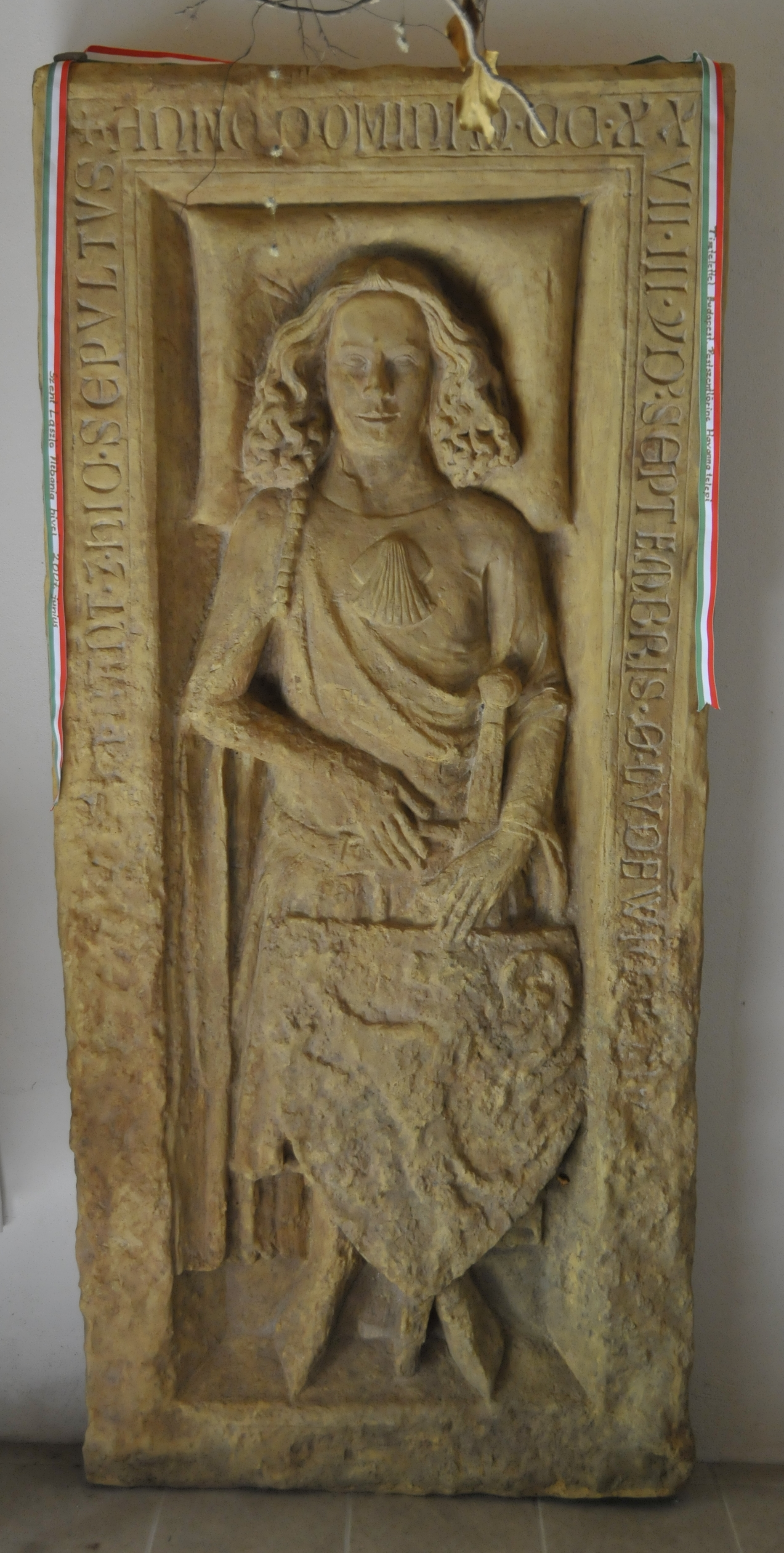
Grabplatte (Abguss) von Ludwig IV.

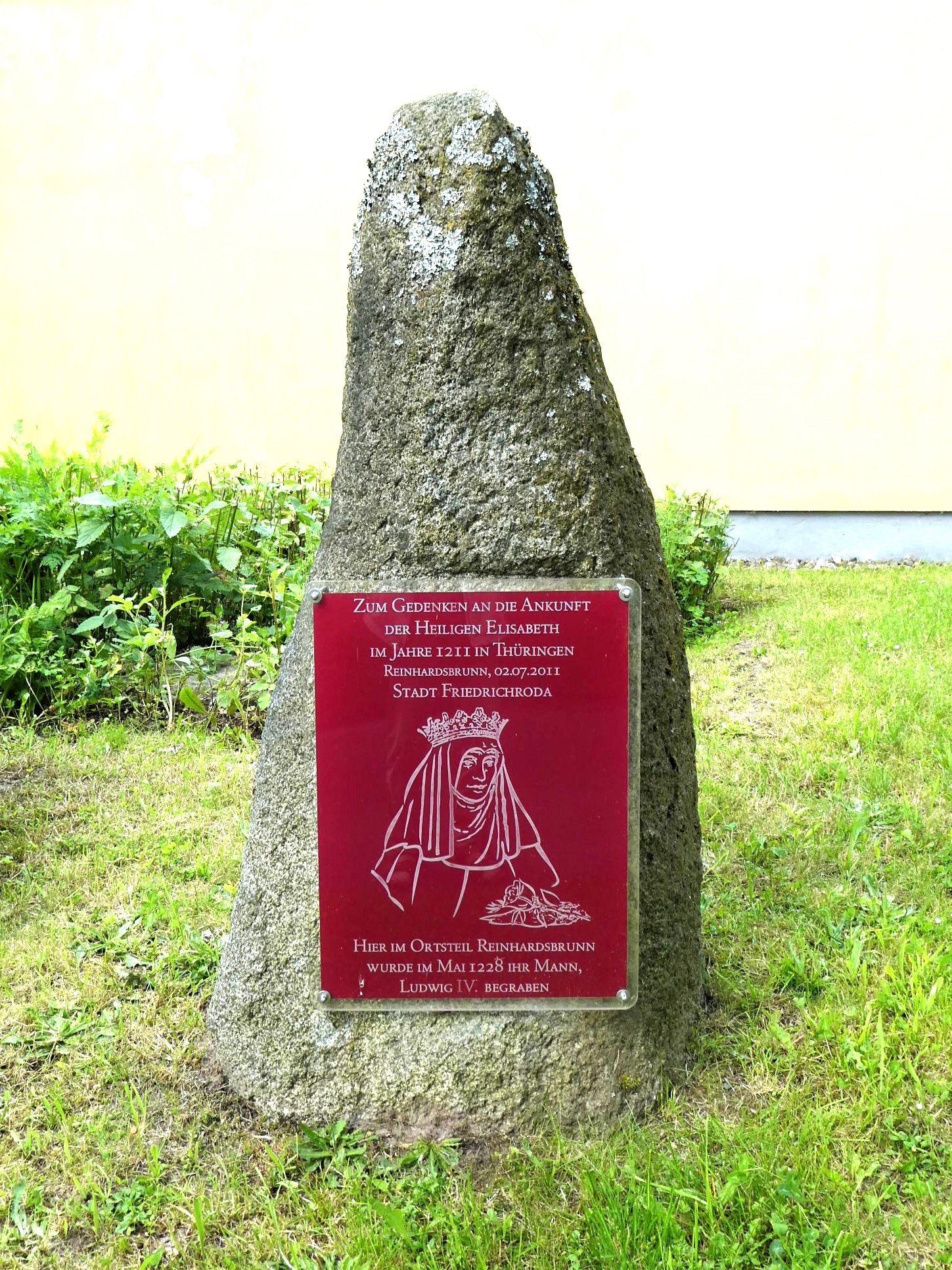
Gedenkstein für die Heilige Elisabeth

Es handelt sich um einen Nachbau der Johanniskirche des Hl. Bonifatius von 724. Sie soll Taufkirche von Landgraf Ludwig IV. (Ehegatte der Hl. Elisabeth) gewesen sein. Damals missionierte Bonifatius bei Altenbergen und ließ am heutigen Kandelaber-Denkmal eine Kapelle bauen, die bis Mitte des 18. Jahrhunderts mehrfach erweitert wurde. Im Nachbau der Kapelle im Schlosspark steht ein Abguss der Figurengrabplatte von Ludwig IV., das Original befindet sich in der Eisenacher Georgenkirche. Ludwig ist im Kloster Reinhardsbrunn beigesetzt.
Nachdem die Kirche bereits im Jahre 2010 an privat verkauft worden war, fanden im Juni 2020 der letzte Gottesdienst und ihre Profanierung statt, das Kirchengebäude wurde danach zu einer Ferienwohnung umgebaut.

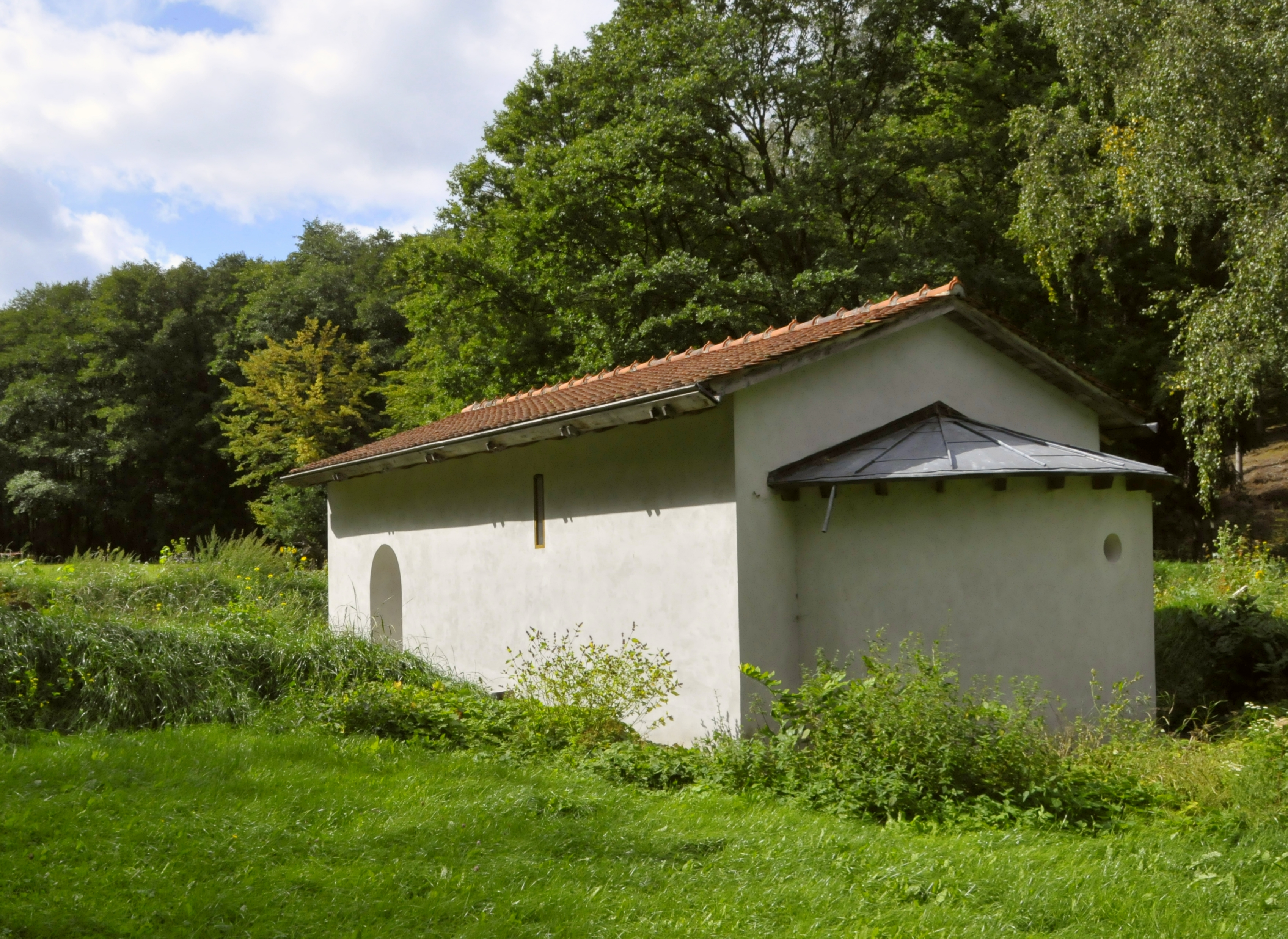
Kapelle
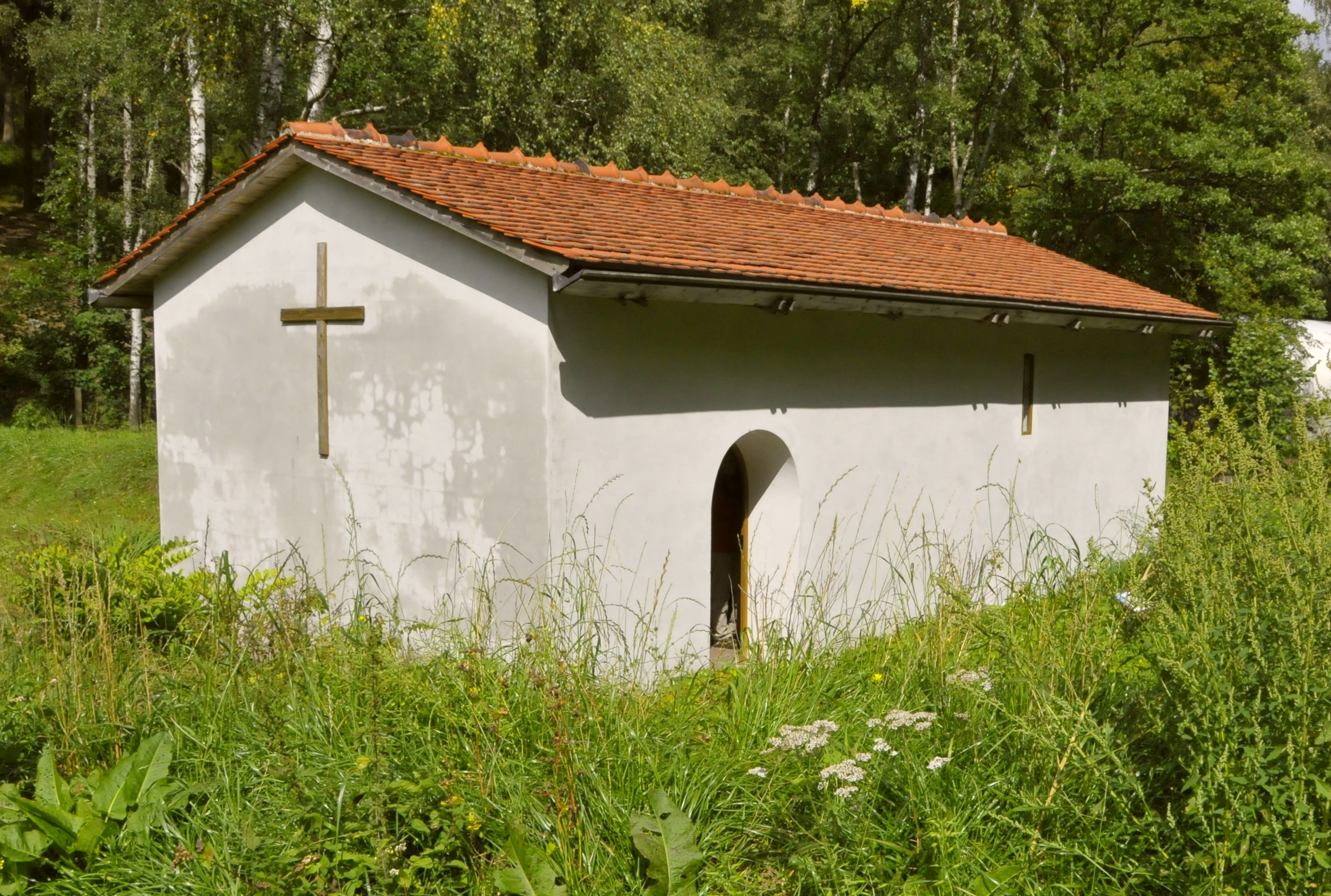
Kapelle (2011)
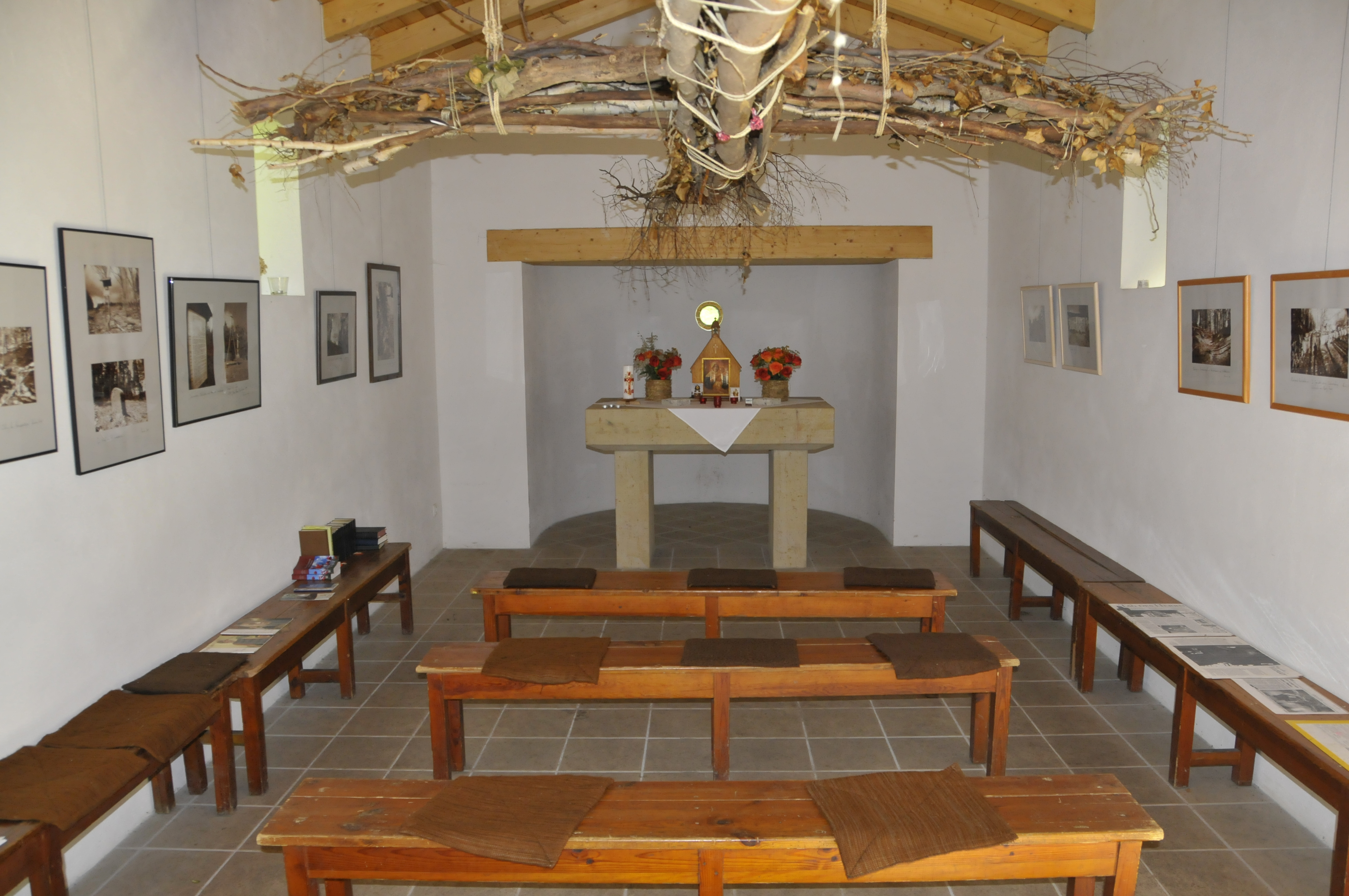
Blick zum Altar aus Seeberger Sandstein

## Verkehrsanbindung
Unweit des Schlosses wurde 1870 der Bahnhof Reinhardsbrunn-Friedrichroda an der Bahnstrecke Fröttstädt–Georgenthal in Betrieb genommen. 1929 wurde Reinhardsbrunn auch durch die Thüringerwaldbahn erschlossen.

## Als Filmkulisse
Zahlreiche Szenen des berühmten DDR-Filmklassikers Rapunzel oder der Zauber der Tränen (1988) wurden auf und um Schloss Reinhardsbrunn gedreht.